# 이디 애덤스
이디 애덤스(Edie Adams, 영어 발음: /ˈidi/, 1927년 4월 16일 ~ 2008년 10월 15일)는 미국의 희극인, 배우, 가수, 사업가이다.

## 출연 작품

### 영화
- 시련 (1928)

### 텔레비전
- 여형사 페퍼 (1978)